# Hörakustiker

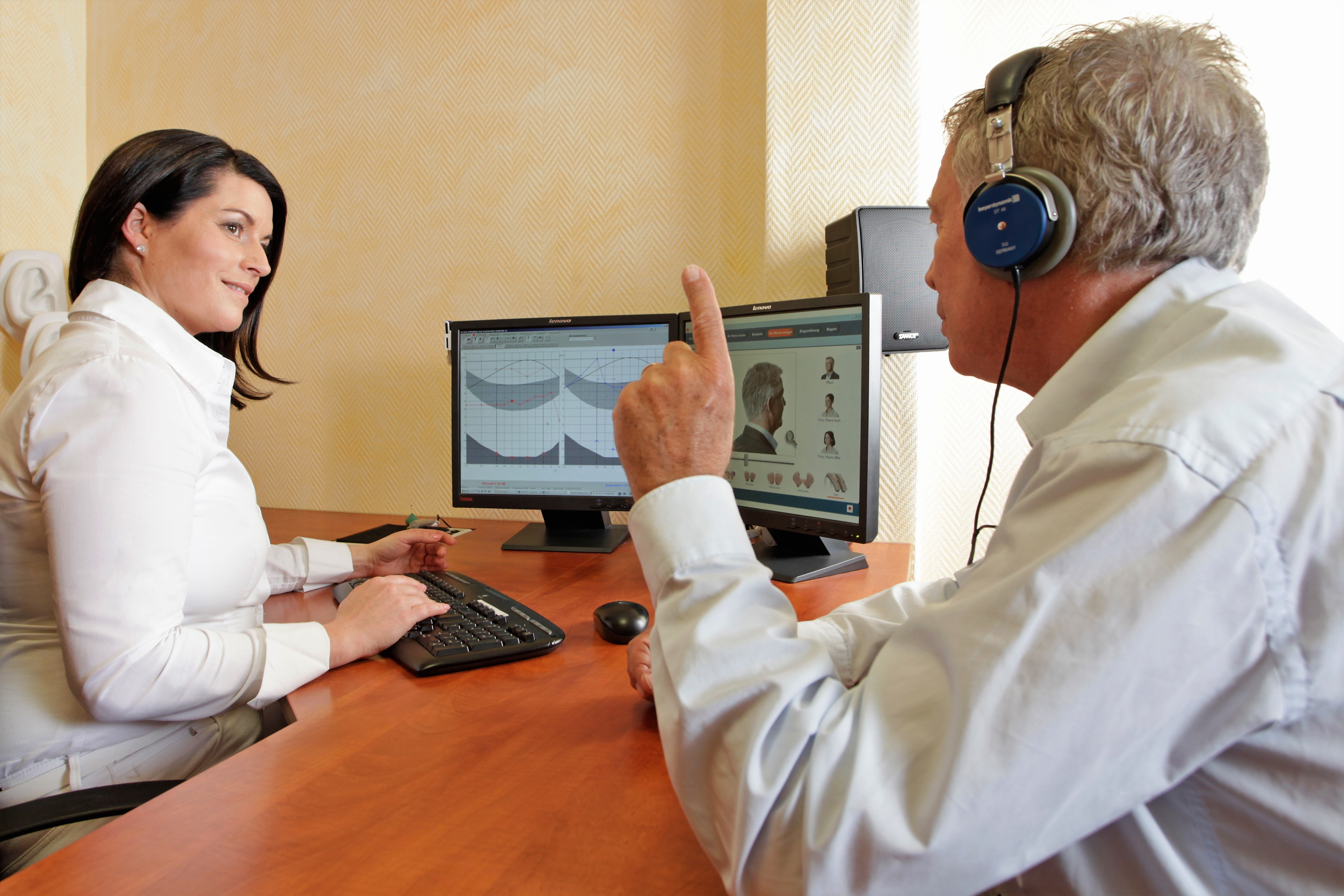
Hörakustikerin bei Durchführung eines Hörtests bei einem (schwerhörigen) Mann, 2015

Hörakustiker (Deutschland), Hörgeräteakustiker (Österreich, vormals auch Deutschland) bzw. Hörsystemakustiker (Schweiz) ist die Berufsbezeichnung für einen Handwerker, der Hörgeräte und Gehörschutze individuell anpasst und wartet. Hörakustiker führen u. a. Hörtests durch, beraten Kunden bei der Auswahl von Hörhilfen, stellen Otoplastiken her und nehmen die fachgerechte, individuelle Anpassung von Hörsystemen vor.
Der Beruf ist ein anerkannter Ausbildungsberuf.

## Berufsbild

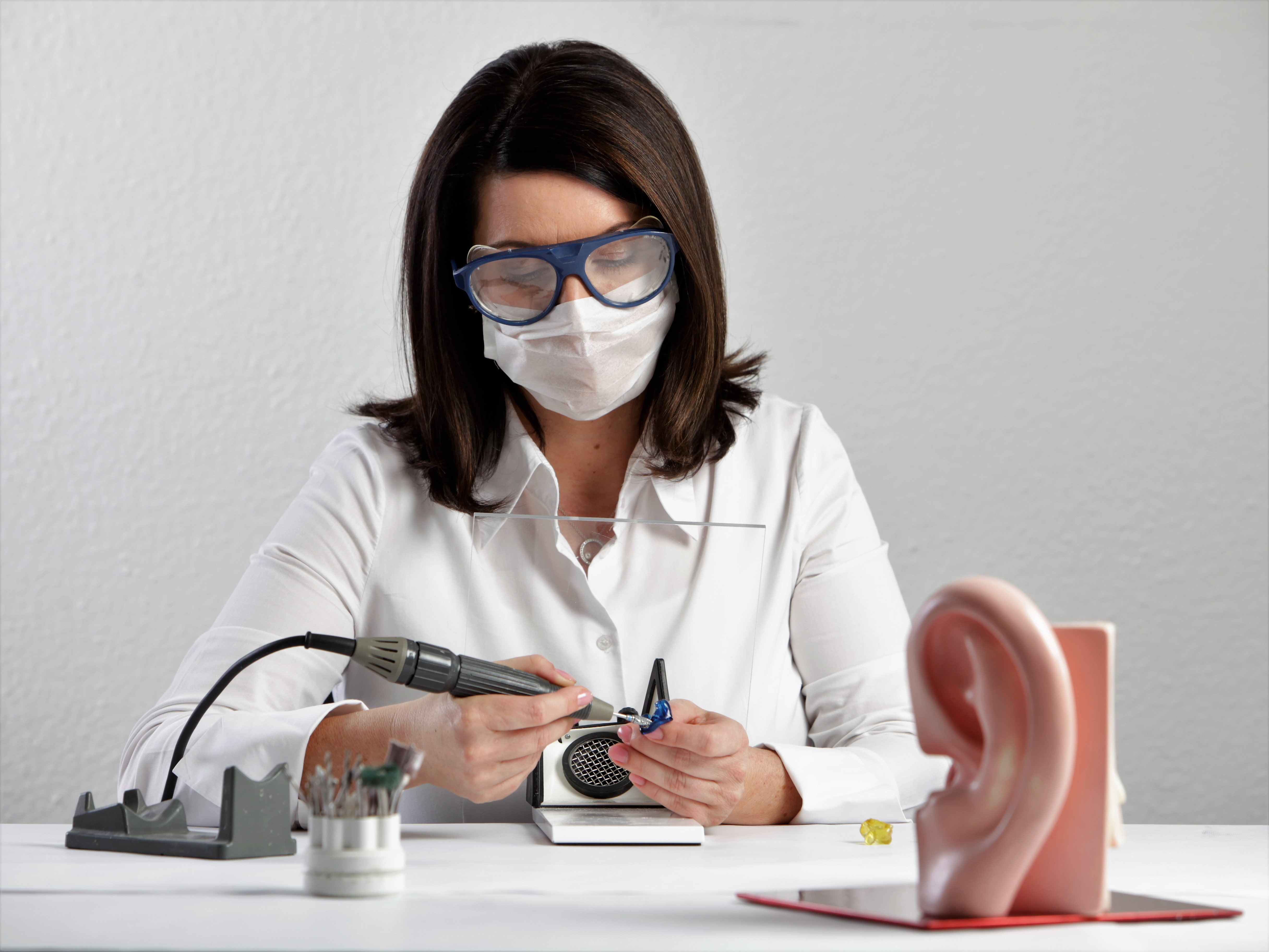
Herstellung einer Otoplastik für ein Hinter-dem-Ohr-Hörgerät, 2015

Hörgeräteakustiker arbeiten überwiegend in Handwerksbetrieben für Hörgeräteakustik. Sie werden jedoch auch bspw. in Laboren und Werkstätten von Fachkliniken sowie bei industriellen Herstellern von Hörgeräten beschäftigt.
Die Hauptaufgabe des Hörgeräteakustikers im handwerklichen Bereich ist, auf der Basis der ärztlichen Diagnose Art und Ausmaß der Hörbehinderung festzustellen, dem Bedarf des Schwerhörigen entsprechend geeignete Bestandteile für das Hörgerät auszusuchen, zum fertigen Hörsystem zusammenzusetzen, dieses entsprechend dem Hörvermögen und individuellen Bedarf des Schwerhörigen anzupassen und die Hörverbesserung mittels standardisierter Testverfahren zu dokumentieren. Weiterhin gehören die Beratung über Gehörschutz und speziellem Zubehör für Schwerhörige zu den Aufgaben. Der Hörgeräteakustiker verfügt dazu über theoretisches Wissen aus den Bereichen der Akustik, Anatomie, Audiologie, Psychologie und Hörgerätetechnik und über praktische Fertigkeiten zur Audiometrie, Ohrabformung, Otoplastikfertigung, Reparaturtechnik und Hörgeräteanpassung mittels Software und spezieller Messtechnik.
Nach der Ermittlung der individuellen audiometrischen Daten werden dem Kunden in einer Erstanpassung verschiedene geeignete Hörgeräte zum Testen angeboten, da neben der optimalen akustischen Übertragung auch die subjektive Akzeptanz eine große Rolle für den Erfolg der Hörgeräteanpassung spielt. Das Arbeitsfeld umfasst neben der Erstversorgung auch die begleitende Anpassung mit wiederholten Überprüfungen und Nachstellungen der Hörgerätefunktionen im Laufe der Benutzung, die Abwicklung eventueller Kostenübernahmen durch die gesetzlichen Krankenversicherungen und die Wartung, Reparatur und Pflege der Hörsysteme.
In Deutschland handelt es sich beim Hörakustiker um ein zulassungspflichtiges Handwerk nach der Handwerksordnung; die dem Hörgeräteakustiker-Handwerk zuzuordnenden Tätigkeiten, Kenntnisse und Fertigkeiten werden in § 1 Hörgeräteakustikermeisterverordnung benannt. In Österreich ist Hörgeräteakustik als Handwerk ein reglementiertes Gewerbe nach der Gewerbeordnung.

## Bezeichnung
In Deutschland wird seit 2015 ein Wandel der Bezeichnung Hörgeräteakustiker hin zu Hörakustiker vollzogen, angestoßen vom Handwerk selbst. So wurde 2015 die Ausbildungsverordnung entsprechend geändert (mit Wirkung zum 1. August 2016) und am 12. Mai 2017 eine diesbezügliche Änderung der Handwerksordnung vom Bundesrat beschlossen, die am 6. Juli 2017 in Kraft getreten ist.
Zum Hintergrund des Wandels ein Zitat der damaligen Präsidentin der Bundesinnung der Hörakustiker Marianne Frickel: „Der neue Berufsname entspricht unserem stark veränderten Berufsbild. Nicht das ‚Gerät‘ steht im Vordergrund, sondern die komplette individuelle personenbezogene Dienstleistung mit dem Ziel, bestmögliches Hören zu erreichen. Dienstleistung und Beratung gewinnen stark an Bedeutung, je weiter der technische Fortschritt voranschreitet“.

## Aus- und Weiterbildung

### Deutschland
Hörakustiker ist ein nach der Handwerksordnung (HwO) anerkannter Ausbildungsberuf. Die duale Ausbildung mit dreijähriger Dauer wird in der Hörakustikerausbildungsverordnung geregelt. Die Hörgeräteakustikermeisterverordnung regelt sowohl das Berufsbild als auch die Prüfungsanforderungen zur betreffenden Meisterprüfung.
Die zentrale Ausbildungsstätte der deutschen Hörakustiker ist die Akademie für Hörakustik in Lübeck. Sie ist zuständig für die überbetriebliche Ausbildung, die Meisterausbildung sowie für berufsständische Fort- und Weiterbildung. Zur selbständigen Ausübung des Berufes bedarf es eines großen Befähigungsnachweises (Meisterbrief).
Zudem existiert der gemeinsame konsekutive Bachelor/Master-Studiengang Hörtechnik und Audiologie an der Jade Hochschule Oldenburg und der Universität Oldenburg sowie die Bachelor-Studiengänge Hörakustik der Technischen Hochschule Lübeck und Hörakustik/Audiologie der Hochschule Aalen.
In Deutschland gibt es etwa 6.600 Hörakustiker-Betriebe und rund 15.000 Hörakustiker (Stand 2019).
Etwa 1000 Hörakustikermeister haben die Fortbildung zum Pädakustiker abgeschlossen, eine Spezialisierung für die Hörgeräteversorgung bei Kindern. Pädakustiker ist kein geschützter Begriff. Nur wenn entsprechende Ausrüstung (kindgerechtes Arbeitsmaterial) und ausreichende Erfahrung mit hörgeschädigten Kindern damit einhergehen, kann man davon ausgehen, dass eine qualitativ hochwertige Kinderversorgung sichergestellt werden kann.

### Österreich
Als Zugangsvoraussetzung für die Lehre braucht man eine abgeschlossene Ausbildung an einer Hauptschule und/oder einer Polytechnischen Schule. In Österreich schließt der Lehrling nach seiner dreijährigen dualen Ausbildung mit der Lehrabschlussprüfung ab. Zudem ist eine Ausbildung im zweiten Bildungsweg möglich. Die erfolgreiche Lehrabschlussprüfung ermöglicht in Österreich auch die Zulassung zur Berufsmatura (Berufsreifeprüfung) und in Folge zu weiteren Höherqualifizierungen, z. B. an Fachhochschulen.
Die Zulassungsvoraussetzungen für die selbstständige Berufsausübung des Handwerks Hörgeräteakustik sind in der Hörgeräteakustik-Verordnung dargelegt. Der zufolge müssen neben einer zweijährigen facheinschlägigen Berufspraxis auch die Meisterprüfung oder vergleichbare Qualifikationen nachgewiesen werden.

### Schweiz
In der Schweiz umfasst die Ausbildung eine dreijährige Tätigkeit in einem Hörgeräte-Fachgeschäft. Nach Absolvierung der Ausbildung und bestandener Berufsprüfung erhalten die Absolventen den Eidgenössischen Fachausweis für Hörgeräteakustiker. Dieser Abschluss berechtigt zur Führung eines Filialbetriebs oder einer eigenen Unternehmung und zur Abrechnung mit den Versicherungen. Um mit der SUVA abrechnen zu können, sind pro Jahr vier Tage Weiterbildung notwendig.
Die Ausbildung ist keine berufliche Grundbildung, sondern gehört zur höheren Berufsbildung.

## Historisches
Die erste Ausbildungsverordnung für das Hörgeräteakustikerhandwerk stammt vom 5. August 1968. Die ersten Meisterprüfungen fanden um 9. bis 11. Juni 1969. Da dem ersten Prüfungsausschuss auch gestandene Meister hätten angehören müssen, es aber noch keine gab, wurde improvisiert. Karl Köttgen und Wilhelm Aumann waren als "Meister ihres Faches" anerkannt, sodass die fachliche Kompetenz im Prüfungsausschuss gegeben war.
Weitere Ausbildungsverordnungen sind 1982, 1997 und zuletzt 2016 (aktuell) erschienen.

## Verbände
Deutschland
- Bundesinnung der Hörakustiker, ca. 7400 Mitglieder (Stand 11/2024)
- Europäische Union der Hörakustiker (EUHA)
- Fördergemeinschaft Gutes Hören, ca. 1700 organisierte Betriebe (Stand 11/2005)
- Unternehmerverbund Freier Hörakustiker / Fachverband Deutscher Hörakustiker e. V., ca. 120 angeschlossene Betriebe (Stand 5/2006)